# 杨皙
楊晳（?—?），字昌時。契丹辽国政治人物。又作楊績、楊哲，幽州安次县人，一说良乡县人。

## 生平
楊晳幼年通五经大义，辽圣宗听说他聪明，诏试诗，授秘書省校書郎。太平十一年（1031年）进士乙科及第，为著作佐郎。辽兴宗重熙十二年（1043年），累進枢密都承旨、度支使。進南院枢密副使。重熙十九年（1050年），与杜防、韩知白争论，左遷長寧軍節度使。重熙二十二年，转任知涿州（今河北省涿州市）。后任山西路转運使、知興中府。辽道宗清寧元年（1055年），入为参知政事，兼同知枢密院事，任南府宰相，与姚景行总览朝政，封趙国公。清寧九年（1063年），皇太叔耶律重元发动政变，楊晳与姚景行率兵勤王。清寧十年（1064年），以足病为由，出知兴中府。咸雍元年（1065年），召還为知枢密院事，徙封齐国公，賜号同德功臣，官至尚書左僕射、中書令。咸雍二年（1066年），请求致仕，道宗不許，拜南院枢密使。道宗以旧臣，特诏宴见，与论古今治乱、人臣邪正。改封晋国公。咸雍八年（1072年），封赵王。再请致仕被許可，賜号保節功臣致仕。太康五年（1079年），改封遼西郡王。加守太保，之后去世。

## 子
- 楊規正（知順州、太傅）
- 楊貴忠（楊規忠，知興中府）

## 延伸阅读
[在维基数据编辑]
 《遼史/卷89》，出自脱脱《遼史》
 《遼史·卷97》，出自脱脱《遼史》